# Улица Алябьева (Москва)
У́лица Аля́бьева (с 11 июля 1958 года по 11 августа 1962 года — Филёвский переу́лок) — улица в Западном административном округе города Москвы на территории района Филёвский Парк. Соединяет Сеславинскую и Большую Филёвскую улицы. Нумерация домов начинается от Сеславинской улицы.

## Происхождение названия
Названа 11 августа 1962 года Решением Исполнительного комитета Московского городского Совета депутатов трудящихся № 29/54 путем переименования Филёвского переулка (до 11 июля 1958 года — Проектируемый проезд № 1339) (по другим данным — в 1926 году) в честь А. А. Алябьева (композитора, автора многих сценических, вокальных и инструментальных произведений. Прежнее название — Филёвский переулок (до 11 июля 1958 года — Проектируемый проезд № 1339), по Большой Филёвской улице, к которой он примыкает.

## Здания и сооружения
По нечётной стороне:
- Дом 7/33 — Городская клиническая больница № 51

## Транспорт
Станции метро:
- «Филёвский парк»
- «Багратионовская»